# Ecletismo no Brasil
O ecletismo no Brasil é definido pela mistura de estilos do passado, característico na arquitetura da segunda metade do século XIX e que perdurou até as primeiras décadas do século XX no Brasil. Além de mesclar diferentes estilos estéticos históricos, a arquitetura eclética também se caracterizou pela simetria, grandiosidade, rigorosa hierarquização dos espaços internos e riqueza decorativa.

## Chegada do Ecletismo no Brasil
O Ecletismo aportou no Brasil como resultado da influência cultural direta das políticas européias. Porém como aqui ainda o processo de industrialização era embrionário, a maior parte dos materiais e das técnicas empregadas eram importadas. A transição do Neoclassicismo para o Ecletismo ocorreu de forma gradual, até meados dos anos de 1870,  os edifícios eram construídos seguindo as características neoclássicas. A partir dessa época, o Ecletismo começou a prevalecer sobre os outros estilos.
Com relação ao contexto histórico, o ecletismo surgiu em meio a transformação do Brasil Império em Brasil República. Isso facilitou sua difusão, pois coincidiu com o anseio em negar o passado português e criar novas referências culturais. Era também o auge do café. Além disso, com a abolição da escravidão e imigração européia, os centros urbanos testemunharam um crescimento, levando à transformações e a expansão das cidades.
No início, teve seu auge nas grandes construções e depois estendeu-se desde os palacetes das elites até as camadas mais baixas da população, que seguia um estilo eclético mais simplificado, adequando aos seus recursos. Alguns edifícios tornaram-se vitrines de artefatos, de tanto exagero na ornamentação.

### Ecletismo no Rio de Janeiro

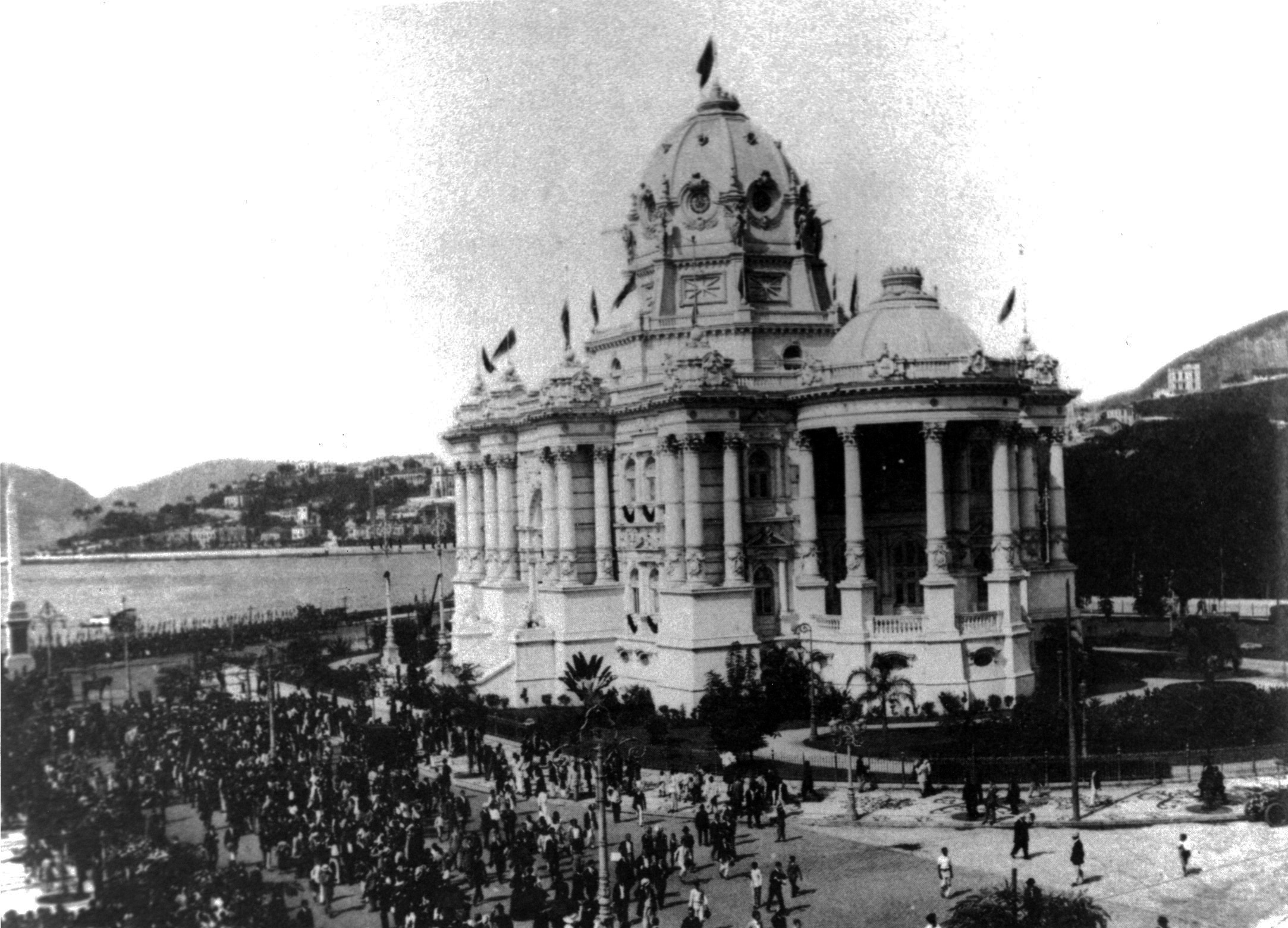
Palácio Monroe

Foi incentivado pelo engenheiro Francisco Pereira Passos, que entre 1902 e 1906 foi prefeito da então capital federal.
Francisco Pereira Passos empreendeu uma reforma urbanística, derrubando antigas construções do 

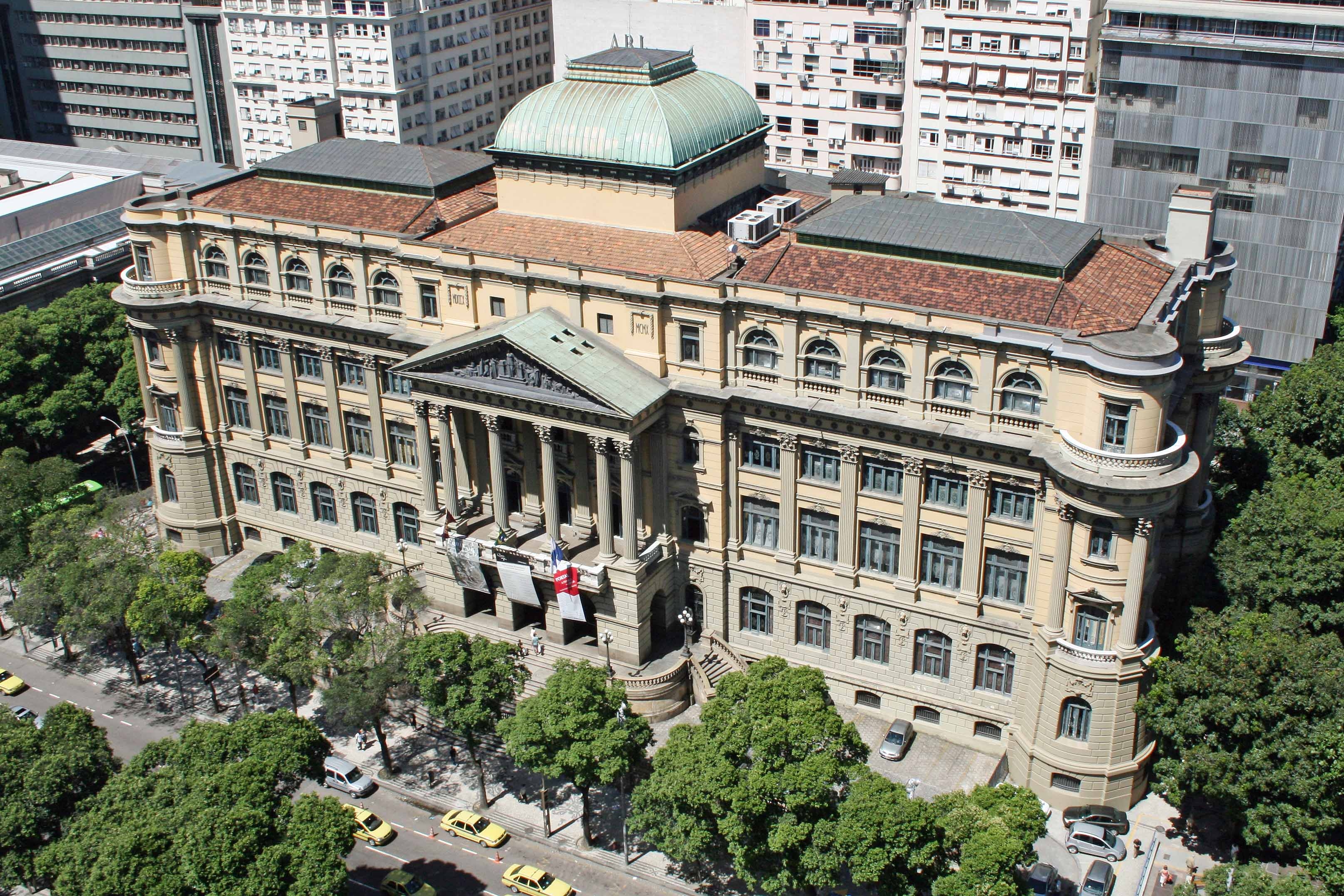
Biblioteca Nacional do Rio de Janeiro

período colonial para dar passagem à moderna avenida Central, atualmente conhecida como avenida Rio Branco, e à avenida Beira-Mar.
Também destaca-se neste período, o engenheiro militar Souza Aguiar.
Alguns exemplares da arquitetura eclética no Rio de Janeiro:
- Teatro Municipal
- Palácio Monroe (demolido)
- Palácio Tiradentes
- Biblioteca Nacional do Rio de Janeiro
- Estação das Barcas

### Ecletismo em São Paulo

Teatro Municipal São Paulo

À época, São Paulo ainda ocupava uma posição menos relevante com relação ao Rio de Janeiro, porém as obras ecléticas foram muitas e até mais diversas em suas características se comparadas ao Rio de Janeiro. Teve mais traços influenciados pela arquitetura italiana assim como nas residências particulares, foram construídos exemplares mais exóticos, alguns mesmos bizarros, seguindo as solicitações de uma nova classe de imigrantes ricos e de prósperos fazendeiros de café. O arquiteto  italiano Tommazio Bezzi  foi responsável pelo primeiro monumento do novo movimento arquitetônico, o Museu Paulista (também conhecido como Museu do Ipiranga). Outro engenheiro-arquiteto de forte atuação foi Ramos de Azevedo, que construiu desde edifícios públicos até residenciais.

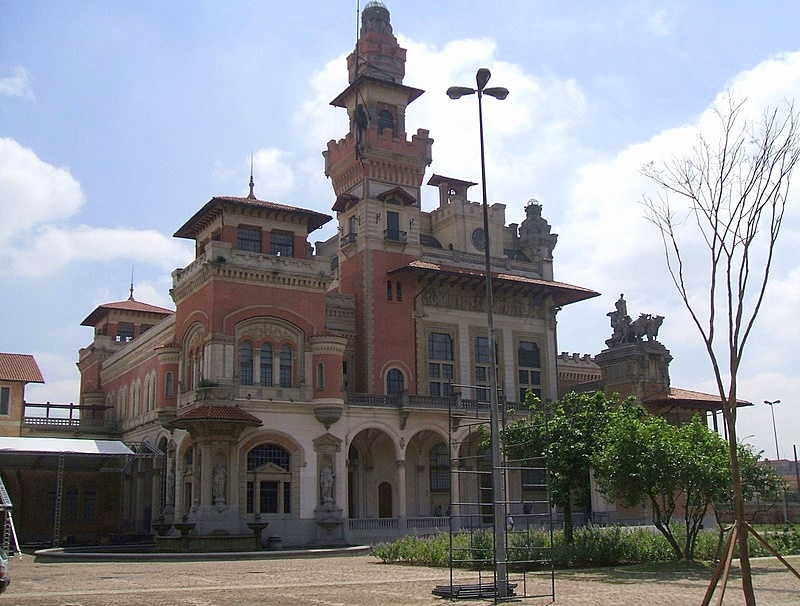
Palácio das Indústrias

Exemplares da arquitetura eclética em São Paulo:
- Teatro Municipal
- Palácio das Indústrias
- Mercado Municipal de São Paulo
- Museu Paulista
- Escola Normal Caetano de Campos
- Casa das Rosas
- Estação da Luz
- Edifício Martinelli
- Residência de Michel Assad

### Ecletismo em Recife

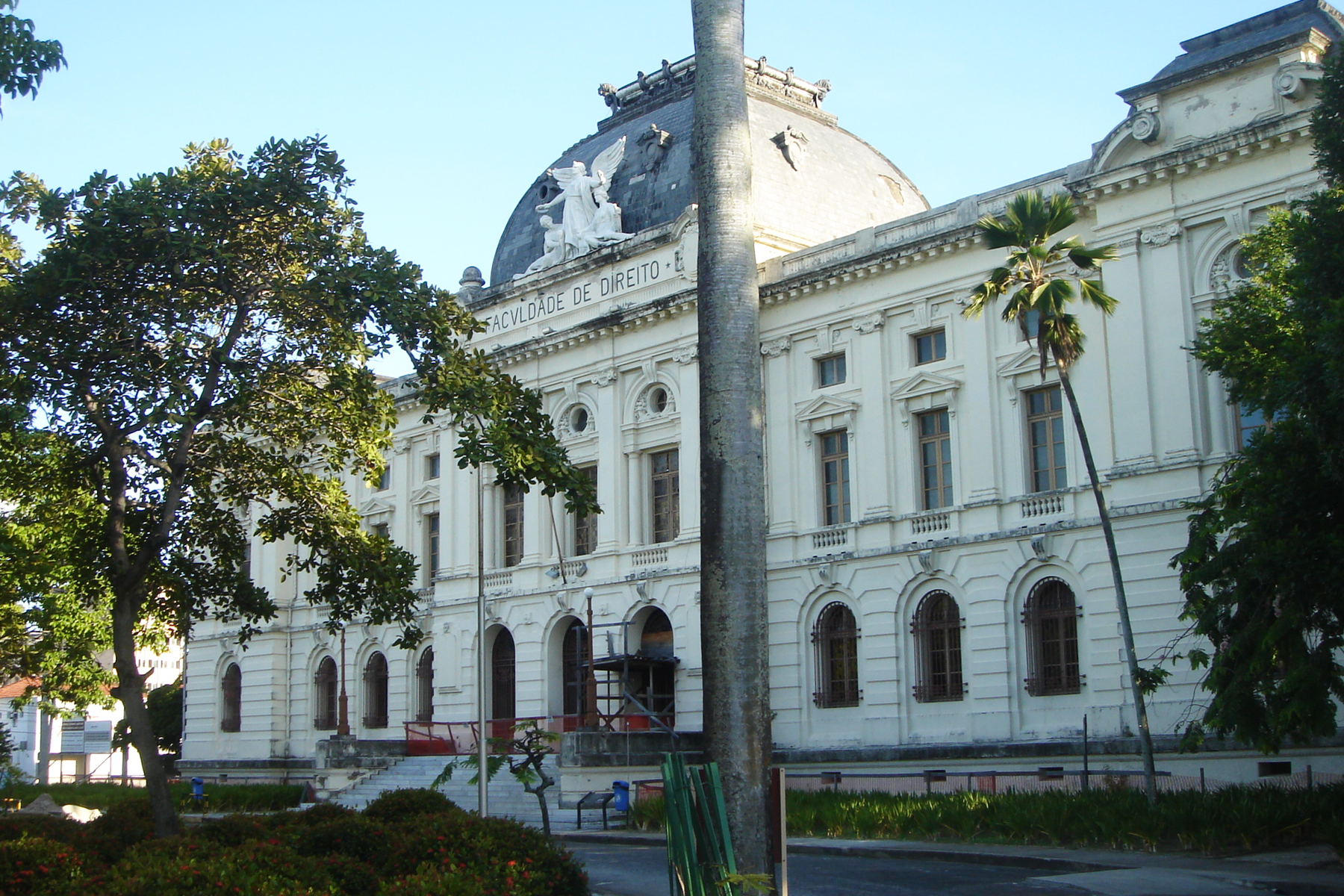
Faculdade de Direito do Recife

O Ecletismo no Recife prolongou-se até 1930, e como nas outras regiões do país, também representava um novo estilo de vida associado à burguesia emergente. Um outro movimento em paralelo também ocorreu neste período, o Revivalismo, mas como as diferenças entre eles são tênues, alguns historiadores consideram o Revivalismo como parte do Ecletismo. Basicamente a diferença era que o Revivalismo procurava uma reprodução mais fiel dos modelos antigos, já no ecletismo a composição era completamente nova e fantasiosa.

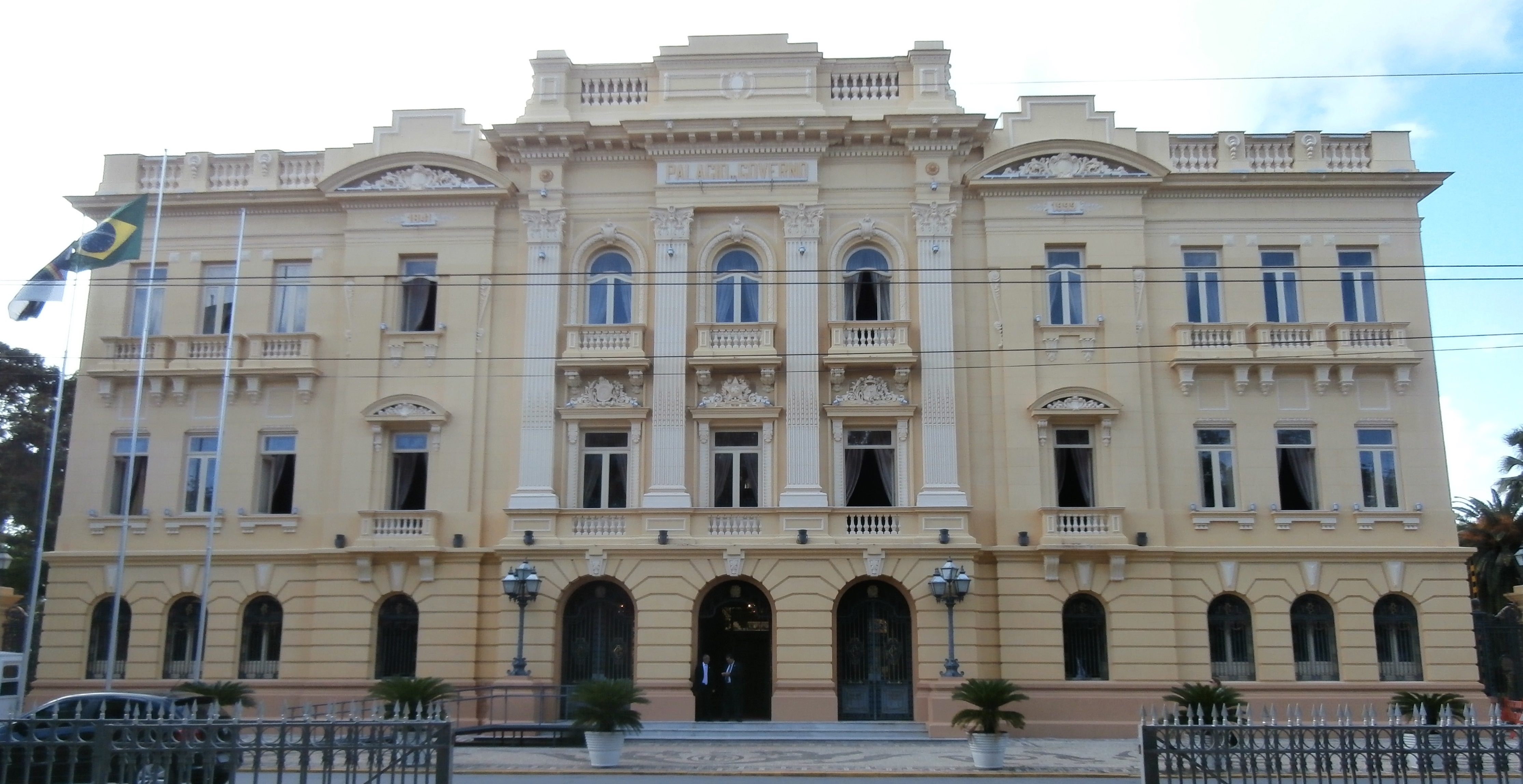
Palácio do Campo das Princesas

Exemplos da arquitetura eclética em Recife:
- Faculdade de Direito do Recife
- Palácio da Justiça
- Diário de Pernambuco
- Palácio do Governo ou Palácio do Campo das Princesas
- Palacete Antônio Ferreira da  Costa Azevedo
- Associação Comercial de Pernambuco
- Edifício Luciano Costa
- Palacete Neoárabe situado à rua Benfica 286

### Ecletismo em Curitiba

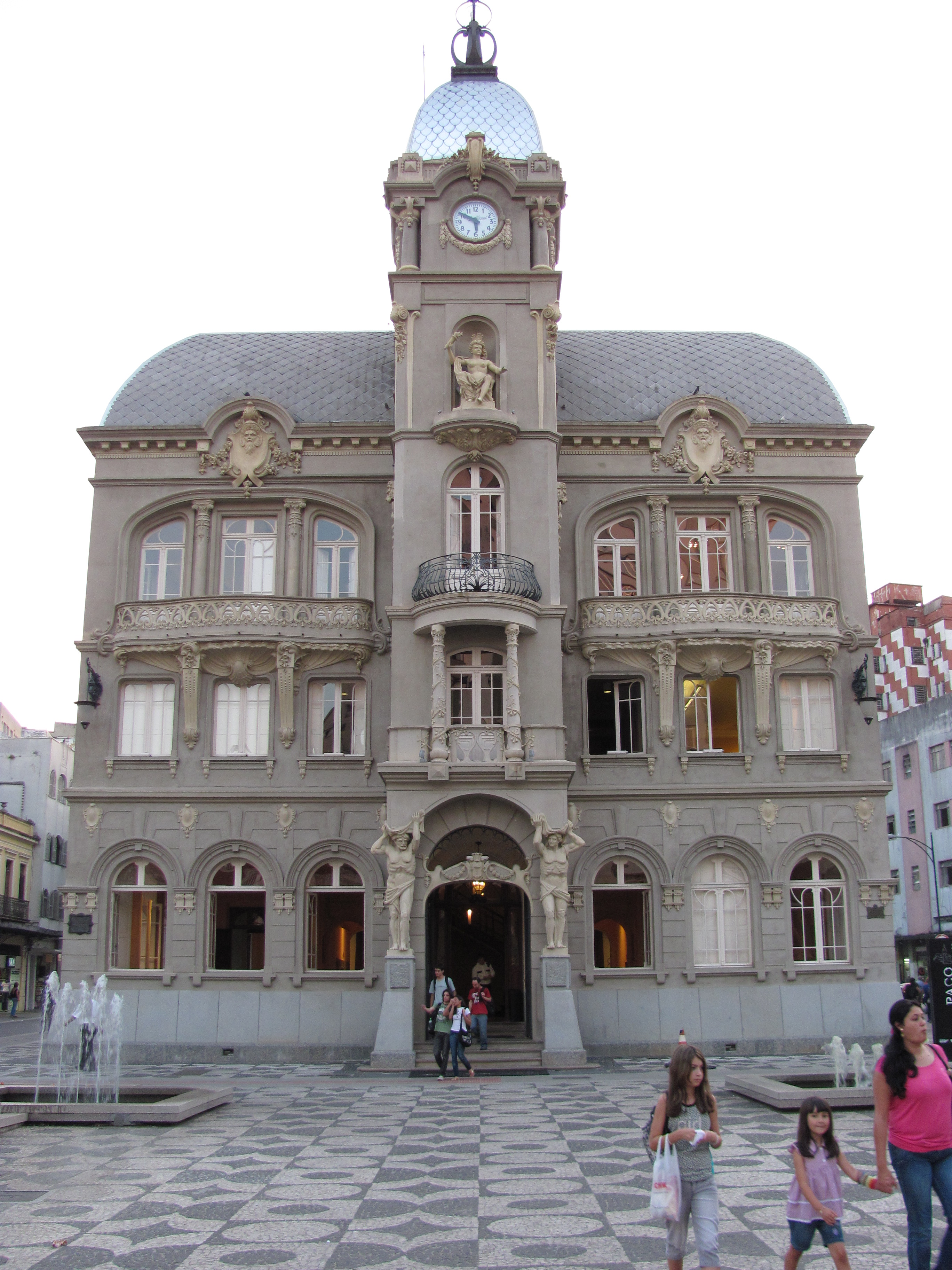
Paço Municipal

O Ecletismo em Curitiba teve início com a construção do Paço da Assembleia e construídos até 1930, em diversas localidades estratégicas, permitindo que a imponência seja vista e faça parte do dia a dia da população.
Alguns exemplares do ecletismo em Curitiba:
- Paço da Assembleia
- Escola Normal de Curitiba
- Liceu de Curitiba
- Quartel do Regimento do Estado
- Paço Municipal
- Grupo Escolar Dr. Xavier da Silva
- Edifício das Secretarias
- Palácio do Congresso
- Palácio do Governo
- Estação Ferroviária
- Ginásio Paranaense
- Universidade do Paraná

### Ecletismo em Porto Alegre

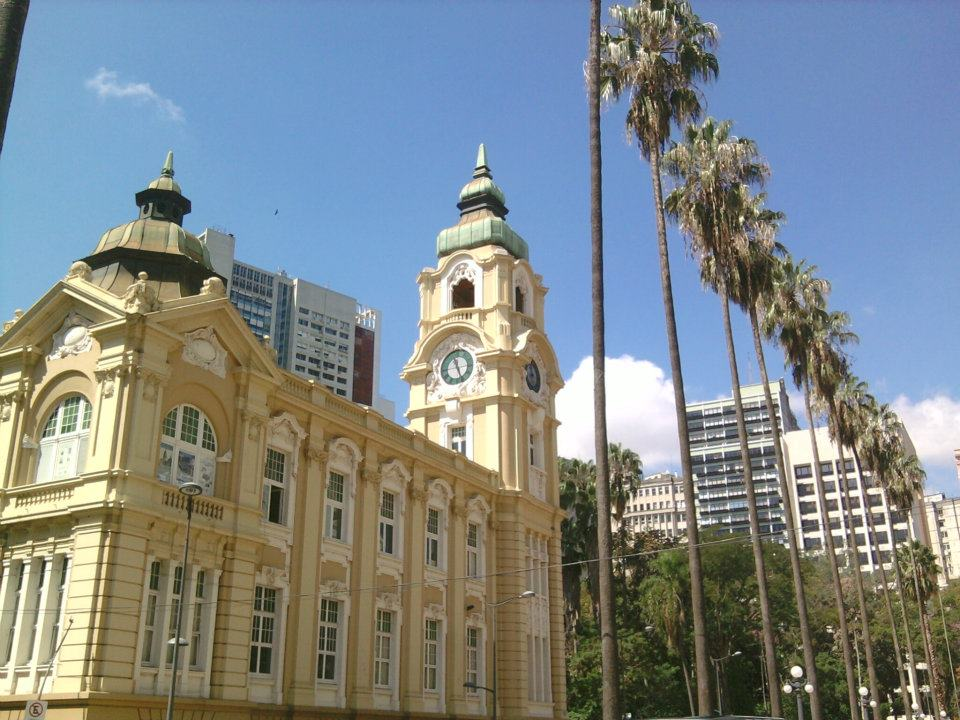
Correios e Telégrafos

O Ecletismo predominou durante o período de 1880 até 1930. Devido sua multiplicidade de características arquitetônica, diferenciou-se bastante dos estilos anteriores, a arquitetura colonial portuguesa (até 1822) e neoclassicismo (período imperial) que eram mais homogêneos.  Vários exemplares da arquitetura eclética podem ser vistas na avenida Independência.
Alguns exemplares do ecletismo em Porto Alegre:
- Delegacia Fiscal
- Correios e Telégrafos
- Banco Nacional do Comércio
- Museu da Comunicação Hipólito José da Costa
- Prédio do Jornal Correio do Povo
- Casa Torelly
- Palacete Argentina

### Ecletismo em Belo Horizonte

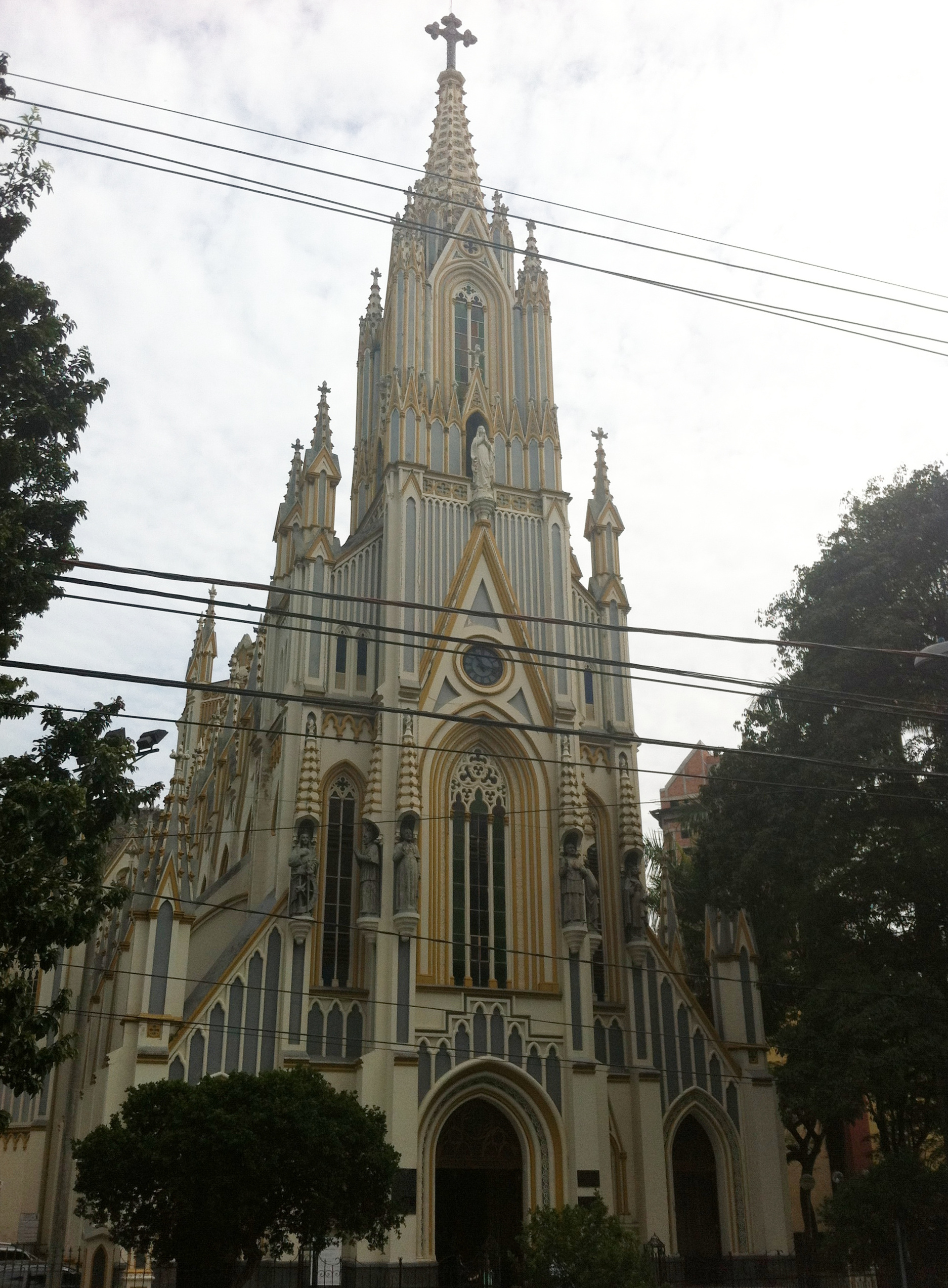
Igreja Nossa Senhora de Lourdes

Das referências do Ecletismo, o mais predominante na capital mineira foi o Neoclássico. Praticamente a maioria dos prédios antigos erguidos na Praça da Liberdade fazem parte da arquitetura eclética.
Alguns exemplos da arquitetura eclética em Belo Horizonte:
- Automóvel Clube de Minas Gerais
- Serraria Souza Pinto
- Palácio da Justiça,
- Conservatório de Música UFMG
- Palacete Dantas
- Igreja São José
- Museu Mineiro
- Igreja Nossa Senhora de Lourdes (sob referência neo-gótica)
- Tribunal de Justiça
- Catedral da Boa Viagem
- Prédio da Estação Central do Brasil
- Fábrica da Antiga Cervejaria Antártica

### Ecletismo em Salvador

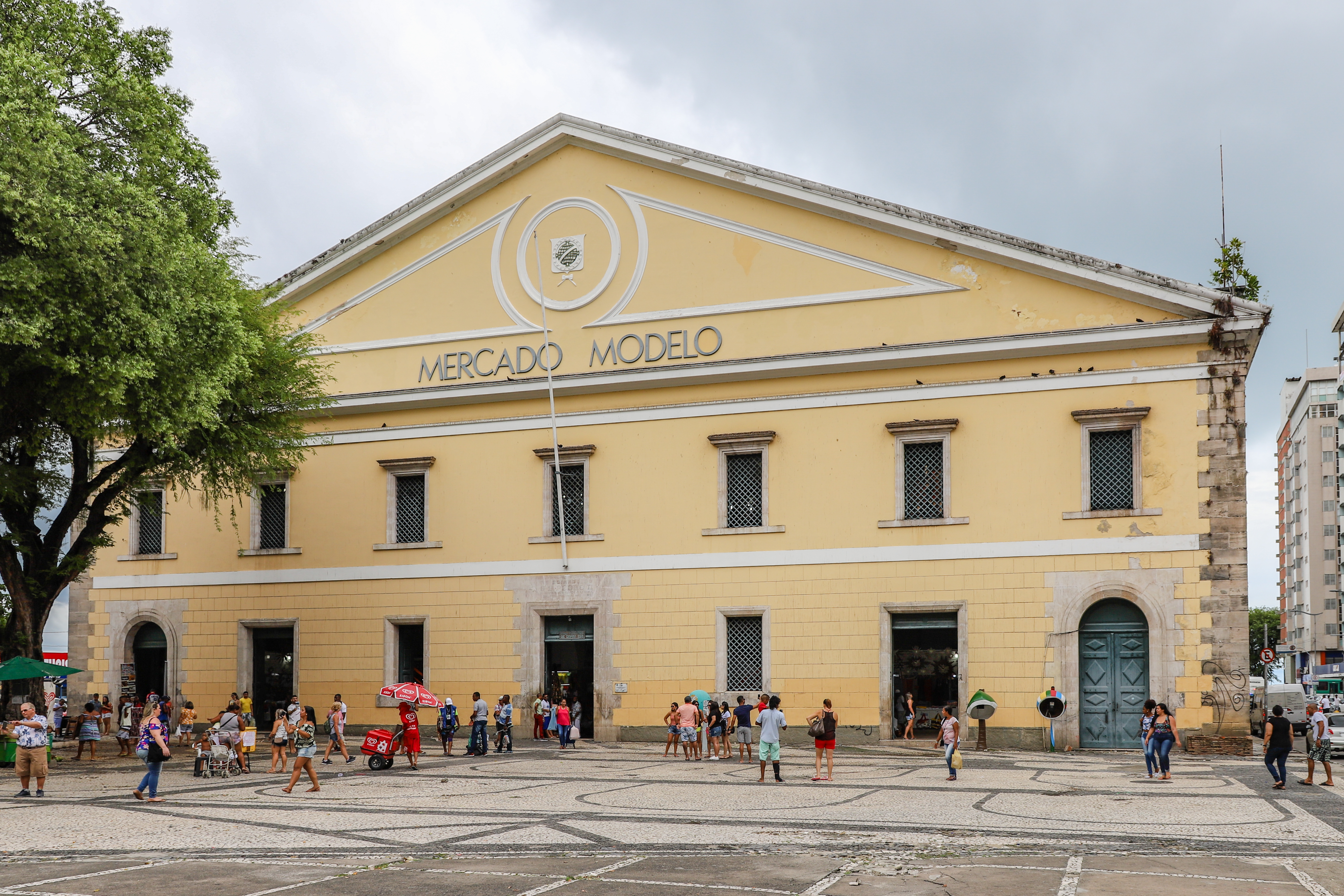
Mercado Modelo

O Ecletismo em Salvador passa a predominar a partir da década de 1910, coincidindo também com a chegada de engenheiros, arquitetos e construtores vindos da Europa, principalmente Itália. Entre os principais projetistas desta época, estão Rossi Baptista e Filinto Santoro.
Alguns exemplares do ecletismo em Salvador:
- Palacete de Bernardo Martins Catharino
- Escola de Teatro da Universidade Federal da Bahia
- Associação dos Empregados do Comércio
- Igreja de São Pedro da Piedade
- Mercado Modelo

## Arquitetos do Ecletismo no Brasil
Destacam-se na arquitetura eclética do Brasil:
- Rio de Janeiro: Francisco de Oliveira Passos, responsável pelo Teatro Municipal; Souza Aguiar com o projeto da Biblioteca Nacional; Heitor de Mello que projetou várias residências particulares como o Derby Clube; Luiz Moraes Jr responsável pelo Pavilhão Mourisco[26][27]
- São Paulo: Francisco de Paula Ramos de Azevedo responsável pelo Teatro Municipal,  Pinacoteca do Estado de São Paulo; Domiziano Rossi que projeto o Palácio das Indústrias[28]
- Recife: Giácomo Palumbo; Gustave Varin e José Antonio de Almeida Pernambuco ( o primeiro projetou a Faculdade de Direito e o segundo construiu);
- Curitiba: destacam-se os projetos de Afonso Teixeira de Freitas, Cândido Ferreira de Abreu e Guilhermino Baeta de Faria
- Porto Alegre: Antonio do Canto (Capela do Divino Espírito Santo); Johan Grünewald (Igreja Luterana de Porto Alegre, Capela Católica do Menino de Deus, Seminário Episcopal, entre outros); Theodor Wiederspahn [29][30]
- Belo Horizonte: José de Magalhães, responsável pelo Palácio da Liberdade e as antigas secretarias de Fazenda, Educação e Obras Públicas; Luiz Signorelli, que construiu o edifício para ser ocupado pelas pastas de Interior e Justiça; Luiz Olivieri, responsável pelo Palacete Dantas, Estação Central de Belo Horizonte entre muitas outras edificações particulares como a Residência de Francisco Pimentel, José Tricoli, José Benjamin, entre outros[31][32]
- Salvador: Filinto Santoro, Rossi Baptista

## Características do Ecletismo no Brasil
O Ecletismo caracterizou-se por sua simetria, busca da grandiosidade e excessiva decoração, com fachadas ornamentadas Quanto às características arquitetônicas, o Ecletismo se caracterizou, de modo geral, pela simetria, busca da grandiosidade e riqueza decorativa, com fachadas bastante ornamentadas, com esquinas mais arredondadas, presença de colunas, importação de elementos para construção(por exemplo, o ferro) e destaque para a proporção.
Com sua origem ligada às revoluções industriais na Europa e nos Estados Unidos e com os progressos na engenharia, também incorpora no rol de suas características o uso do aço, do vidro, do ferro forjado e do vidro laminado.

## Valorização do Ecletismo no Brasil
Durante muito tempo foi desvalorizada, até mesmo pelos órgãos oficiais como o Serviço de Patrimônio Histórico e Artístico Nacional. Até a década de 1980 e 1990, existia um preconceito com relação a esta arquitetura. Foi duramente criticado pelos primeiros arquitetos modernistas, que preconizava a limpeza das formas, a funcionalidade, vidros nas fachadas para aproveitar a iluminação natural e  as telhas deram lugar para as lajes de concreto armado.
Os primeiros planos em  defesa de preservar um patrimônio artístico histórico  foi divulgada por um modernista suíço, o poeta Blaise Cendrans (que frequentava a Villa Kyrial) e tinha contato com os intelectuais da semana modernista de 22 em São Paulo. Porém os modernistas tinha uma visão muito nacionalista em que era valorizado somente o que estava associado à tradição e passado verde-amarelo. Com isso, o ecletismo (a ponte entre o período do Brasil colônia e a modernidade) foi ignorado uma vez que era influenciado pela cultura européia e norte-americana.

## Visões do Ecletismo

### Perspectiva de Acquarone
Segundo Francisco Acquarone, ele interpreta o ecletismo como o abandono da arquitetura colonial em favor de uma arquitetura "horrível", segundo opinião de Acquarone, com casas de platibandas ornadas, outras similares à fortalezas medievais, quando não, com cúpulas parecidas da igreja de São Pedro em Roma. Sua crítica focava mais na visão de superfície, nos valores formais.

### Perspectiva de Pevsner
A visão de Nikolaus Pevsner é focada na questão sociológica, onde uma classe de novos ricos com anseio de status, que não possuem a cultura aristocrática do século anterior. Além disso, ele detecta o início do ecletismo influenciado pelo Iluminismo, com sua postura investigativa, sua vontade de rever os estilos do passado sob à forma de pensar do presente. Isso ocasionará a multiplicidade de características na arquitetura do século seguinte.

### Perspectiva de Argan
Já para o historiador Giulio Argan, o retorno, a revisão do passado é um processo similar ao ritmo da moda, seguindo as regras do consumo da produção industrial e incorporando os materiais surgidos da era da industrialização a uma arquitetura fantasiosa.

### Perspectiva de Mignon
Mignon por sua vez, concorda com o tema dos arquitetos experimentarem os novos materiais nas edificações, porém complementa que é uma unificação dos valores arquitetônicos do passado com as necessidades da vida contemporânea.

### Perspectiva de Belcher
John Belcher ressalta o ecletismo como uma forma de teatralizar , representar  a vida. Justifica este argumento, citando como o ecletismo é mais notável nas fachadas, e que é através dela que o morador da residência se expõe ao mundo exterior, uma forma de apresentar seu status.

### Perspectiva de Griseri e Gabetti
Griseri e Gabetti analisam o ecletismo como consequência de diferentes contextos:
- maior acesso à informações, seja por meios de divulgação ou viagens, permitindo o arquiteto ter contato com à múltiplos tipos e modelos que podem ser utilizados em seus projetos
- o enfoque da arquitetura com o caráter funcional dos ambientes e objetos, a busca de um conforto estético
- muitos dos arquitetos ecléticos eram autodidatas com uma vasta biblioteca de diferentes estilos arquitetônicos
- o conceito de que a arte deveria superar a realizada, isso explica a abundância nos detalhes decorativos